# 182
Évszázadok: 1. század – 2. század – 3. század
Évtizedek: 130-as évek – 140-es évek – 150-es évek – 160-as évek – 170-es évek – 180-as évek – 190-es évek – 200-as évek – 210-es évek – 220-as évek – 230-as évek
Évek: 177 – 178 – 179 – 180 –  181 – 182 – 183 – 184 – 185 – 186 – 187

## Római Birodalom
- Marcus Petronius Sura Mamertinust (helyettese májustól Aurelianus) és Quintus Tineius Rufust (helyettese (L. Attidius?) Cornelianus) választják consulnak.
- Commodus császár nővére, Lucilla (Lucius Verus császár özvegye) két szeretőjével, Marcus Ummidius Quadratus Annianusszal és Appius Claudius Quintianusszal megpróbálja meggyilkoltatni a császárt, de a testőrök elfogják őket. Az összeesküvésbe számos szenátor belekeveredik, többüket kivégzik. Didius Iulianust leváltják Germnaia Inferior provincia éléről. Lucillát Caprira száműzik, majd megölik.
- Marcus Aurelius Cleander (Commodus szeretőjének, Demostratiának a férje) az összeesküvésben való részvétellel vádolja a császár kegyencét, Szaóteroszt, akit kivégeztet a praetoriánusokkal. Cleandernek sikerül elnyernie Commodus bizalmát, aki Szaóterosz helyére kinevezi őt kamarássá.
- A markomann háborúk lezárásaképpen befejeződik a jazigok, a germán burusok és az ún. szabad dákok elleni hadjárat. Commodus felveszi a Germanicus Maximus melléknevet.

## Születések
- Szun Csüan, Keleti Vu állam alapítója és császára

## Halálozások
- Lucilla, Marcus Aurelius lánya
- Marcus Ummidius Quadratus Annianus, római politikus

## Fordítás
- Ez a szócikk részben vagy egészben  a(z)   182 című francia Wikipédia-szócikk ezen változatának fordításán alapul.  Az eredeti cikk szerkesztőit annak laptörténete sorolja fel. Ez a jelzés csupán a megfogalmazás eredetét és a szerzői jogokat jelzi, nem szolgál a cikkben szereplő információk forrásmegjelöléseként.